# 丘尔蒂
丘尔蒂（Curti），是印度果阿邦North Goa县的一个城镇。总人口13070（2001年）。

## 人口
该地2001年总人口13070人，其中男性6974人，女性6096人；0—6岁人口1652人，其中男886人，女766人；识字率71.37%，其中男性为75.32%，女性为66.85%。